# Henrieta Nagyová
Henrieta Nagyová (ur. 15 grudnia 1978 w Nowych Zamkach) – słowacka tenisistka, reprezentantka w Fed Cup, olimpijka z Sydney (2000).

## Kariera tenisowa
Występując w gronie juniorek triumfowała w grze podwójnej dziewcząt na French Open 1994 wspólnie z Martiną Hingis.
Zawodową tenisistką była w latach 1994–2006. Jest zwyciężczynią dziewięciu turniejów rangi WTA Tour w grze pojedynczej i czterech w grze podwójnej.
W latach 1995–2004 reprezentowała Słowację w Fed Cup, uczestnicząc w dwudziestu czterech meczach, z których w osiemnastu triumfowała.
W 2000 zagrała na igrzyskach olimpijskich w Sydney w konkurencji singla, odpadając w pierwszej rundzie po porażce z Venus Williams.
W rankingu gry pojedynczej Nagyová najwyżej była na 21. miejscu (17 września 2001), a w klasyfikacji gry podwójnej na 37. pozycji (13 maja 2002).

## Finały turniejów WTA
| Legenda                | Legenda |
| ---------------------- | ------- |
| Wielki Szlem           |         |
| Igrzyska olimpijskie   |         |
| WTA Tour Championships |         |
| 1988 – 2008            |         |
| Kategoria I            |         |
| Kategoria II           |         |
| Kategoria III          |         |
| Kategoria IV           |         |
| Kategoria V            |         |

### Gra pojedyncza
| Końcowy wynik | Nr | Data              | Turniej         | Nawierzchnia | Przeciwniczka          | Wynik finału   |
| ------------- | -- | ----------------- | --------------- | ------------ | ---------------------- | -------------- |
| Zwyciężczyni  | 1. | 22 września 1996  | Warszawa        | Ceglana      | Barbara Paulus         | 3:6, 6:2, 6:1  |
| Finalistka    | 1. | 21 lipca 1997     | Warszawa        | Ceglana      | Barbara Paulus         | 4:6, 4:6       |
| Finalistka    | 2. | 28 lipca 1997     | Maria Lankovitz | Ceglana      | Barbara Schett         | 6:3, 2:6, 3:6  |
| Zwyciężczyni  | 2. | 23 listopada 1997 | Pattaya City    | Twarda       | Dominique Van Roost    | 7:5, 6:7, 7:5  |
| Zwyciężczyni  | 3. | 2 sierpnia 1998   | Sopot           | Ceglana      | Elena Wagner           | 6:3, 5:7, 6:1  |
| Zwyciężczyni  | 4. | 9 sierpnia 1998   | Stambuł         | Twarda       | Wolha Barabanszczykawa | 6:4, 3:6, 7:6  |
| Zwyciężczyni  | 5. | 14 lutego 1999    | Prościejów      | Dywanowa     | Silvia Farina Elia     | 7:6, 6:4       |
| Zwyciężczyni  | 6. | 14 maja 2000      | Warszawa        | Ceglana      | Amanda Hopmans         | 2:6, 6:4, 7:5  |
| Zwyciężczyni  | 7. | 16 lipca 2000     | Palermo         | Ceglana      | Pavlina Nola           | 6:3, 7:5       |
| Zwyciężczyni  | 8. | 12 listopada 2000 | Kuala Lumpur    | Twarda       | Iva Majoli             | 6:4, 6:2       |
| Finalistka    | 3. | 11 listopada 2001 | Pattaya City    | Twarda       | Patty Schnyder         | 0:6, 4:6       |
| Finalistka    | 4. | 12 maja 2002      | Warszawa        | Ceglana      | Jelena Bowina          | 3:6, 1:6       |
| Finalistka    | 5. | lipiec 2002       | Sopot           | Ceglana      | Dinara Safina          | 3:6, 0:4 krecz |
| Zwyciężczyni  | 9. | 9 listopada 2003  | Pattaya City    | Twarda       | Ľubomíra Kurhajcová    | 6:4, 6:2       |

### Gra podwójna
| Końcowy wynik | Nr | Data                 | Turniej      | Nawierzchnia | Partnerka             | Przeciwniczki                                   | Wynik finału  |
| ------------- | -- | -------------------- | ------------ | ------------ | --------------------- | ----------------------------------------------- | ------------- |
| Finalistka    | 1. | 11 września 1995     | Warszawa     | Ceglana      | Denisa Szabová        | Sandra Cecchini Laura Garrone                   | 7:5, 2:6, 3:6 |
| Zwyciężczyni  | 1. | 28 kwietnia 1997     | Bol          | Ceglana      | Laura Montalvo        | María José Gaidano Marion Maruska               | 6:3, 6:1      |
| Zwyciężczyni  | 2. | 12 listopada 2000    | Kuala Lumpur | Twarda       | Sylvia Plischke       | Liezel Huber Vanessa Webb                       | 6:4, 7:6      |
| Finalistka    | 2. | 6 stycznia 2002      | Auckland     | Twarda       | Květa Peschke         | Nicole Arendt Liezel Huber                      | 5:7, 4:6      |
| Finalistka    | 3. | 5 maja 2002          | Bol          | Ceglana      | Jelena Bowina         | Tathiana Garbin Angelique Widjaja               | 7:5, 3:6, 4:6 |
| Zwyciężczyni  | 3. | 12 maja 2002         | Warszawa     | Ceglana      | Jelena Kostanić Tošić | Jewgienija Kulikowska Silvija Talaja            | 6:1, 6:1      |
| Zwyciężczyni  | 4. | 18 października 2002 | Bratysława   | Twarda       | Maja Matevžič         | Meilen Tu Nathalie Dechy                        | 6:4, 6:0      |
| Finalistka    | 4. | 6 kwietnia 2003      | Casablanca   | Ceglana      | Ołena Tatarkowa       | Gisela Dulko María Emilia Salerni               | 3:6, 4:6      |
| Finalistka    | 5. | 25 lipca 2004        | Palermo      | Ceglana      | Ľubomíra Kurhajcová   | Anabel Medina Garrigues Arantxa Sánchez Vicario | 3:6, 6:7(4)   |
| Finalistka    | 6. | 30 kwietnia 2005     | Estoril      | Ceglana      | Michaëlla Krajicek    | Li Ting Sun Tiantian                            | 3:6, 1:6      |

## Finały juniorskich turniejów wielkoszlemowych

### Gra podwójna (1–0)
| Końcowy wynik | Rok  | Turniej     | Nawierzchnia | Partnerka      | Przeciwniczki                    | Wynik finału |
| Zwyciężczyni  | 1994 | French Open | Ceglana      | Martina Hingis | Lenka Cenková Ludmila Richterová | 6:3, 6:2     |